# معلمة إحصائية

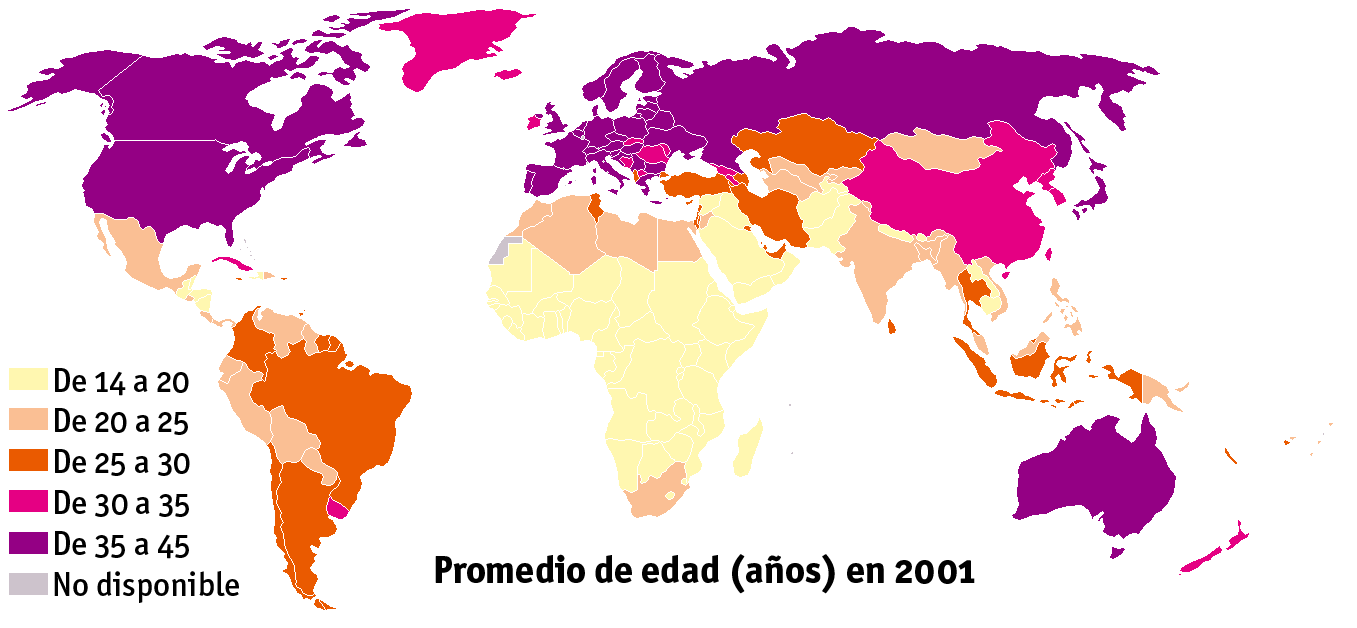

المَعلَمة الإحصائية هي كمية عددية تميّز و«تلخص» التوزع الاحتمالي للمجتمع الإحصائي. و يمكن تعريف المعلمة الإحصائية أيضا بأنها خاصية عددية للمجتمع الإحصائي. فمثلا لو فرضنا مجتمعا إحصائيا ذي توزع احتمالي طبيعي فإن المعلمتين الإحصائيتين اللتين بإمكانهما توصيف هذا التوزع هما المتوسط والانحراف المعياري.